# Duo des fleurs
Pour les articles homonymes, voir Duo (homonymie) et Fleur (homonymie).
Le Duo des fleurs ou Sous le dôme épais est un célèbre duetto lyrique pour soprano-mezzo-soprano et orchestre symphonique, de l'acte 1/3 de l'opéra Lakmé, du compositeur français Léo Delibes (1836-1891), créé en 1883 à l'Opéra-Comique de Paris, une de ses œuvres les plus célèbres.
L'aria Scuoti quella fronda di ciliegio chanté par Suzuki et Butterfly dans Madame Butterfly est aussi parfois intitulé Duo Des Fleurs. 

## Histoire
Léo Delibes (alors âgé de 47 ans) confirme sa gloire avec son célèbre opéra Lakmé de 1883 en trois actes. À l'image du célèbre Madame Butterfly de 1904 de Giacomo Puccini, cette œuvre narre l’amour éternel impossible entre Gérald (un officier ténor de l'Empire britannique) et Lakmé (fille soprano du prêtre d'un temple hindouiste du dieu Brahmā de l'Inde britannique du XIXe siècle).
Lakmé (soprano) et sa servante Mallika (mezzo-soprano) chantent leur barcarolle lyrique grandiose alors qu'elles s'en vont ravies cueillir des fleurs exotiques pour orner leur temple, sur les rives paradisiaques et merveilleuses d'un ruisseau et son étang (avant de rencontrer Gérald à leur retour, dont Lakmé tombe éperdument amoureuse pour l'éternité…).

## Paroles

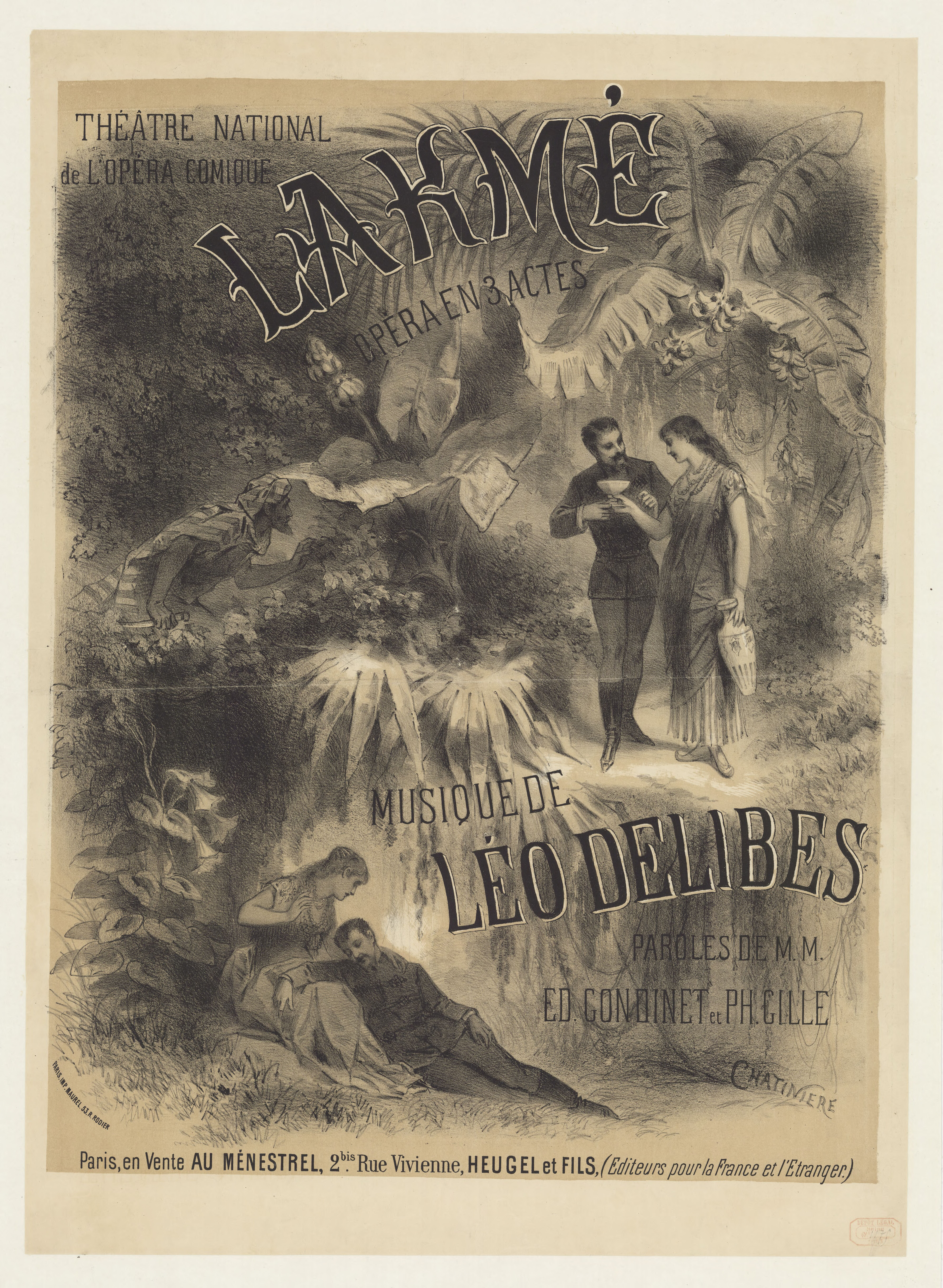
Affiche de l'opéra Lakmé.

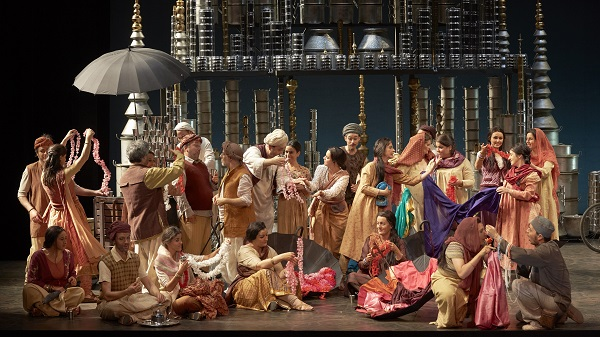
Scène de l'opéra Lakmé.

## Baroquisme et harmonie imitative
La mesure ternaire 
 accentue le mouvement fluide de la polymélodie en écho des deux voix alternées puis mêlées. L'impression d'irrégularité du cours d'eau est soulignée par un bref passage, durant les deux premiers paragraphes de la troisième partie, de si majeur à sol majeur en même temps que d'une croche à 144 à une croche à 160, avant de reprendre la clef et le tempo initiaux.
Premier distique de la seconde partie

## Reprises et cinéma
L'air redevient populaire à la suite de son utilisation en 1983 dans le film Les Prédateurs pour illustrer une scène d'amour entre Catherine Deneuve et Susan Sarandon.
- 1983 : Les Prédateurs, de Tony Scott, avec Catherine Deneuve, David Bowie, et Susan Sarandon
- 1987 : Traquée, de Ridley Scott
- 1993 : L'Opéra imaginaire, de Pascal Roulin.
- 1993 : True Romance, de Tony Scott, avec Brad Pitt
- 1993 : L'Impasse, de Brian De Palma, avec Al Pacino et Sean Penn
- 1996 : Leçons de séduction, de Barbra Streisand
- 2000 : Mon beau-père et moi, de Jay Roach, avec Robert De Niro
- 2001 : Hannibal de Ridley Scott (scène de l'opéra avec l'inspecteur Pazzi)
- 2003 : Tomb Raider: Le berceau de la vie, de Jan de Bont, avec Angelina Jolie
- 2003 : Sept ans de mariage, de Didier Bourdon, avec Catherine Frot (bande originale du film et scène au club Le Cupidon de la version remixée)
- 2008 : Bronson, de Nicolas Winding Refn
- 2013 : Attila Marcel, de Sylvain Chomet
- 2015 : Marguerite, de Xavier Giannoli
- 2017 : Aurore (film, 2017), de Blandine Lenoir. Scène de rencontre au restaurant de Aurore (Agnès Jaoui) avec son amour de jeunesse, Christophe (Thibault de Montalembert).
- 2020 : Le Lion, de Ludovic Colbeau-Justin.
- 2021 : Pig (film, 2021), de Michael Sarnoski.
- 2025 : Exquis (Delicious) film de Nele Mueller-Stöfen

Il illustre de nombreuses séries télévisées.
Il est choisi par Malcolm McLaren et adapté par Yanni pour servir d'illustration sonore à la campagne Face (en) de British Airways. Il sert aussi de fond sonore à la publicité de la Peugeot 407.
Il est repris par de nombreux interprètes[Lesquels ?] de la musique populaire anglaise.[réf. nécessaire]
Il apparaît aussi dans le jeu vidéo Fallout: New Vegas.